# Ordre de la Loyauté et de la Diligence
L'ordre de la Loyauté et de la Diligence est une récompense militaire de la république de Chine. Il a été créé le 23 septembre 1944 et est décerné aux personnes ayant contribué à la sécurité nationale ou ayant réprimé les troubles internes. Pour recevoir cette récompense, il faut avoir contribué 10 ans dans l'armée et remplir les critères académiques.